# Haifisch (Lebensmittel)

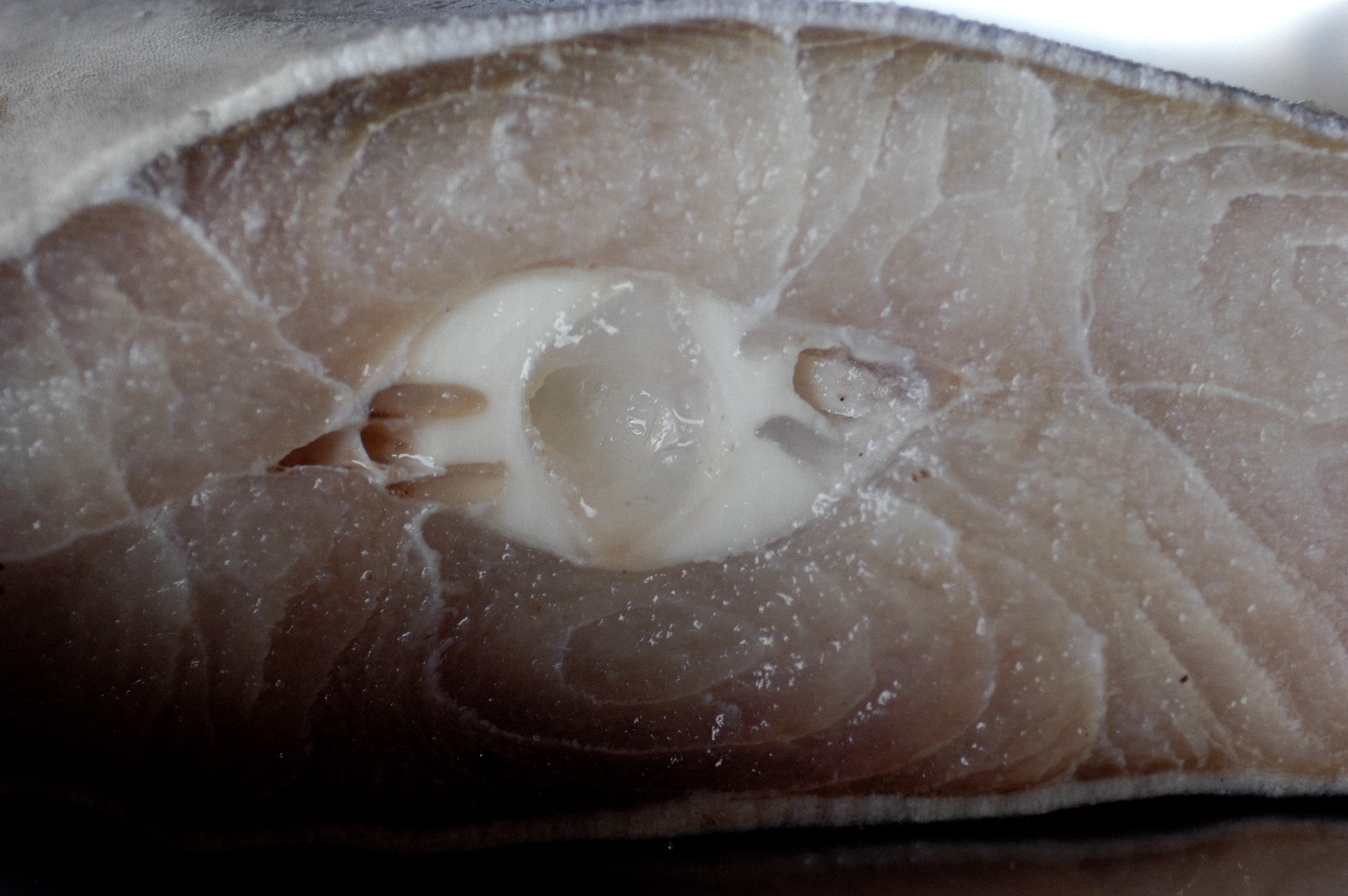
Ein Querschnitt von Haifleisch

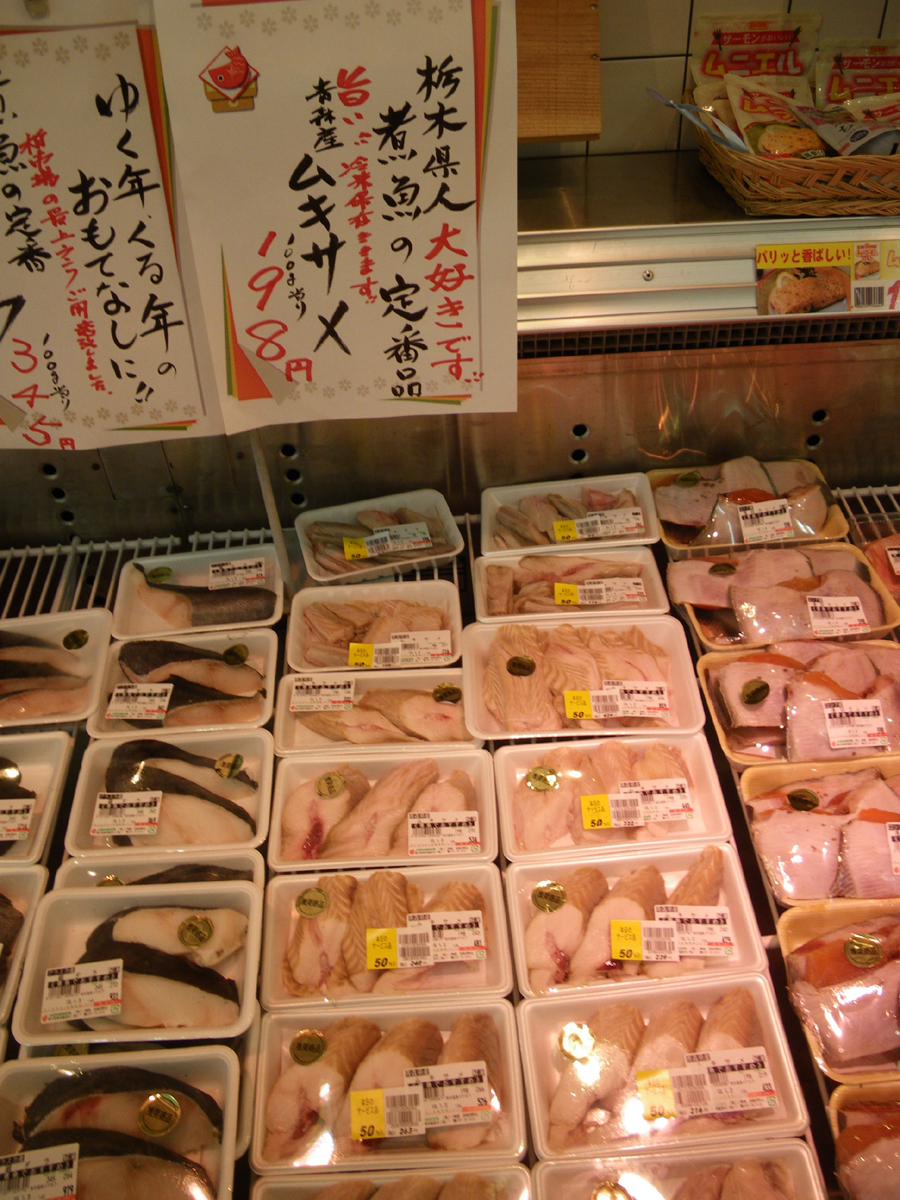
Haifleisch in einem Supermarkt in Japan

Der Begriff Haifleisch bezeichnet das Fleisch von Haien. Verschiedene Haiarten werden vom Menschen zum Verzehr gejagt, wie zum Beispiel der Heringshai, der Kurzflossen-Mako, Requiemhaie, Fuchshaie und weitere.

## Zubereitung
Unverarbeitetes Haifleisch kann stark nach Ammoniak riechen, da es viel Harnstoff enthält, bei dessen Zersetzung Ammoniak frei wird. Der Harnstoffgehalt und das Ammoniak können durch das Marinieren des Fleisches in Flüssigkeiten wie Zitronensaft, Essig, Milch oder Salzwasser reduziert werden. Zu den Zubereitungsmethoden gehört das Schneiden des Fleisches in Steaks oder Filets.

## Afrika
In Ostafrika und auf Inseln im Indischen Ozean wird Haifleisch vor allem in den Küstengebieten gehandelt und ist seit Jahrhunderten eine bedeutende Proteinquelle. Dort wird es durch Salzpökelung haltbar gemacht, um die Haltbarkeit zu verlängern und den Transport zu erleichtern.

## Asien
Haifleisch ist in Asien weit verbreitet und beliebt. Im Jahr 1996 machten die asiatischen Länder zusammen den Großteil der Zahl der gefangenen Haie aus, da ihre Fischerei für 55,4 % der weltweiten Fänge in diesem Jahr verantwortlich waren.
Japan hat einen großen Marktanteil am Handel mit gefrorenem und frischem Haifleisch, sowohl im Hinblick auf den Import, als auch auf den Export. Haifleisch wird in Japan zu Fischwurst, Surimi, Fischpaste, Fischbällchen und anderen Produkten verarbeitet.
In Korea wird dombaegi (돔배기), gesalzenes Haifleisch, in der Provinz Nord-Gyeongsang gegessen und gilt in Yeongcheon als regionale Spezialität, die häufig an Feiertagen serviert wird.

## Australien
Haifleisch ist in Australien beliebt und als flake bekannt. Flake wird hauptsächlich aus dem Australischen Glatthai (Mustelus antarcticus), einer kleinen, an der australischen Ostküste häufigen Haiart hergestellt. Der Bedarf wird jedoch zunehmend durch Importe aus Südafrika gedeckt, da der Haibestand zuerst in Australien und schließlich auch in Neuseeland zurückgegangen war. Flake wird in den meisten australischen Fish-and-Chips-Läden verkauft, meist in Form von panierten oder gegrillten Filets.

## Europa
Laut der Ernährungs- und Landwirtschaftsorganisation der Vereinten Nationen (FAO) und dem WWF sind die europäischen Länder ein großer Markt für Haifleisch. So gehen 22 % des globalen Haihandels auf europäische Länder zurück. Beispielsweise wurden zwischen 2009 und 2019 184.000 Tonnen Haifleisch von Spanien aus exportiert. Eingelegter Dornhai ist ein beliebtes Nahrungsmittel in Deutschland, Frankreich und Nordeuropa. Das Fleisch wird typischerweise zu Steaks und Filets verarbeitet und als solche verzehrt. In Deutschland sind besonders Schillerlocken, enthäutete und geräucherte Bauchlappen des Dornhais, verbreitet.

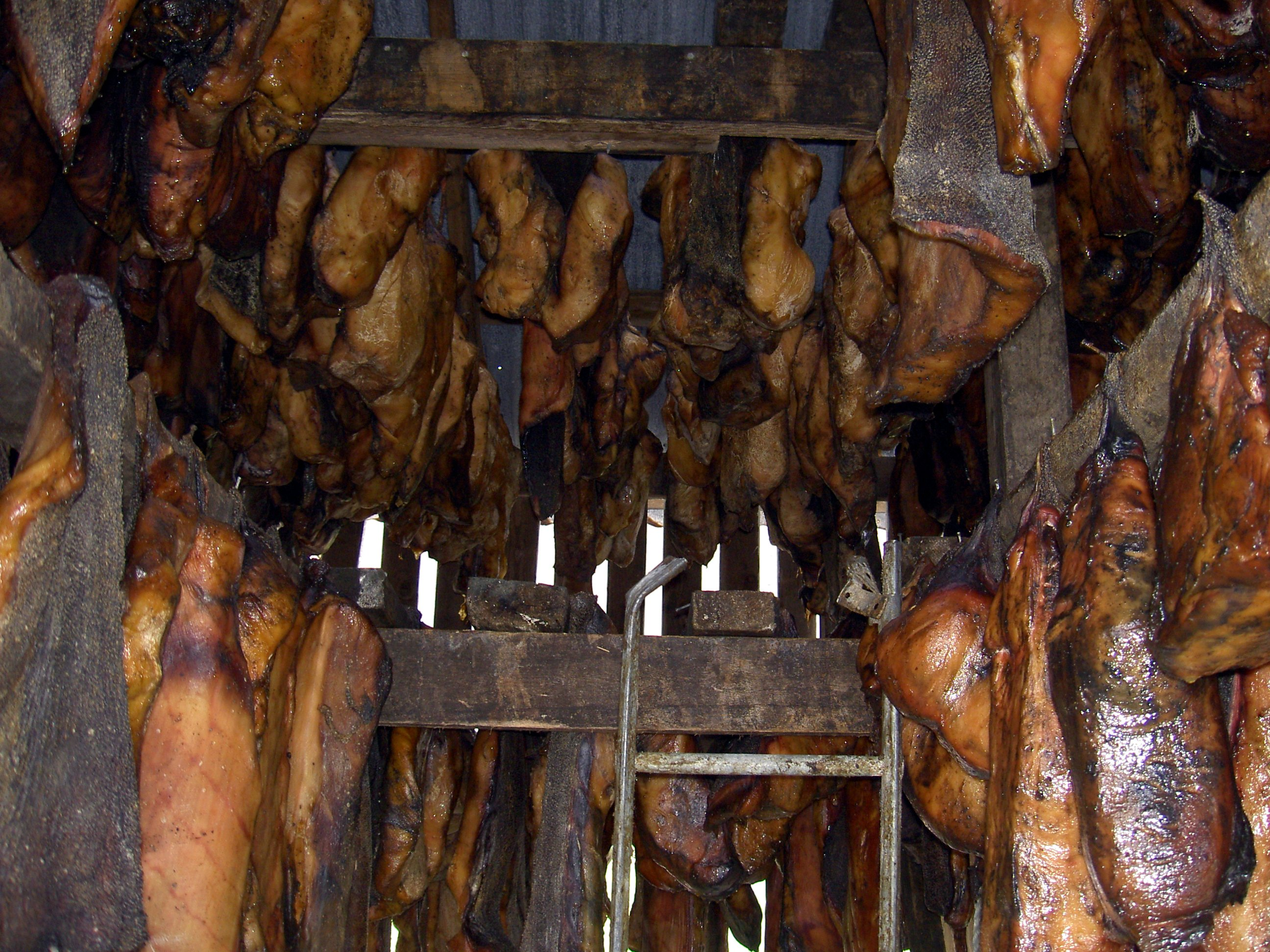
Hákarl-Trocknung in Island

In Island ist Hákarl ein Nationalgericht, das aus Grönlandhaien gewonnen wird, indem deren Fleisch vergraben oder in Holzkisten gelagert, fermentiert und schließlich mehrere Monate lang zum Trocknen aufgehängt wird.
Auf Sardinien ist die Burrida (eine regionale Variante der Buridda) eine beliebte Antipastivariation. Sie wird durch das Kochen eines Katzenhais (seltener eines grauen Glatthais oder eines Dornhais) in Essig mit Zwiebeln und Walnüssen hergestellt. Es ist zu unterscheiden von einem ähnlichen Gericht, das ebenfalls Burrida genannt wird und auf den Balearen mit Thunfischen zubereitet wird.

## Gesundheit
Es wurde nachgewiesen, dass Haifleisch oft mit Methylquecksilber belastet ist. Da die Haie an der Spitze der Nahrungskette stehen, nehmen sie diese Substanz über die Nahrung auf, weshalb sie sich in diesen anreichert. So wurde durch Laborergebnisse deutlich, dass die Richtwerte der Qualitätsgrenzen durchschnittlich um das 200-fache überschritten werden. Durch regelmäßigen Konsum von Haifleisch kann es demnach zu einer Vergiftung kommen, die zu Störungen des Nervensystems führen. Schwangeren wird vom Umweltbundesamt davon abgeraten, Haifleisch zu essen.